# Associação Atlética Ararense
A Associação Atlética Ararense é um clube brasileiro de futebol da cidade de Araras, no estado de São Paulo. Suas cores são grená e branco. Fundada em 16 de setembro de 1926 por um grupo de trabalhadores da indústria de Araras, sendo inicialmente chamada de Operário Futebol Clube, mantendo esse nome até 1943, quando adotou o nome atual.

## História
A primeira sede da Ararense foi cedida pelo proprietário da fazenda São Joaquim, onde foi construído o estádio, e registrado o nome dela em homenagem ao seu benfeitor. Participou do Campeonato Paulista em três ocasiões: de 1949 a 1951, sempre na Segunda Divisão de profissionais.

## Ligações externas

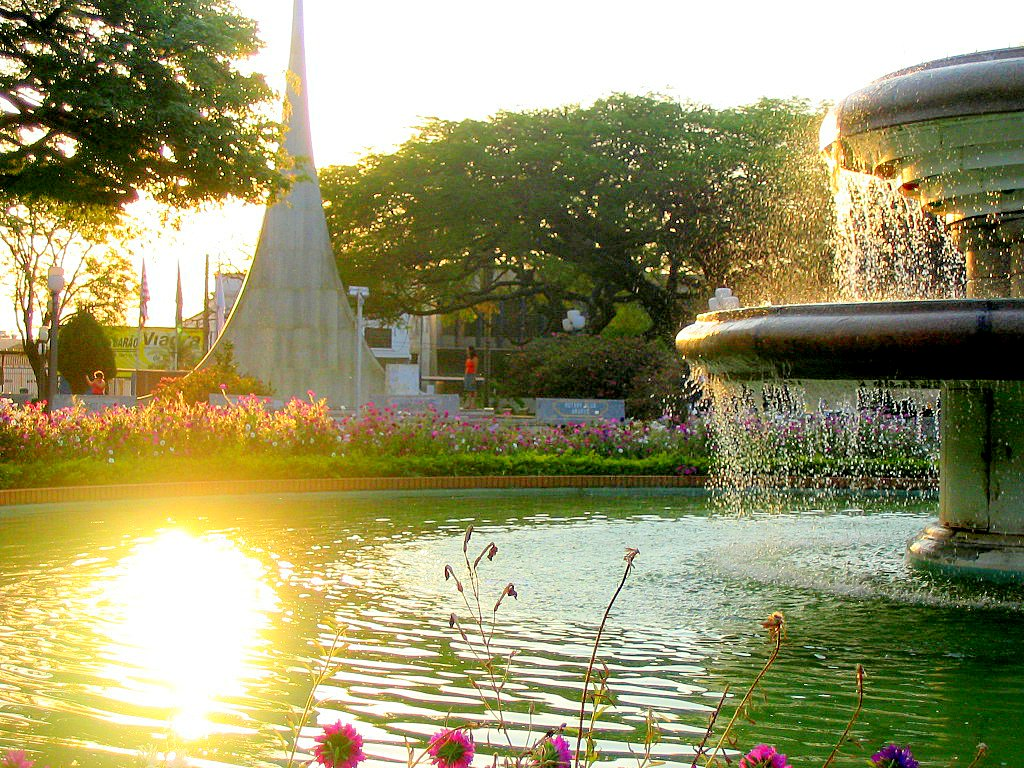
Fonte luminosa na Praça Barão de Araras com o Monumento ao Centenário ao fundo